# Ruine Gilgenberg
Die Ruine Gilgenberg ist die Ruine einer Höhenburg auf dem Gebiet der Gemeinde Zullwil im Kanton Solothurn. Sie steht bei 710 m ü. M. auf einem Felssporn in einem bewaldeten Talkessel südöstlich des Ortes Zullwil und ist vom Dorf her auf einem markierten Wanderweg in rund 10 Minuten gut erreichbar.

## Anlage
Die Ruine besteht im Wesentlichen aus einem mächtigen fünfstöckigen, langgezogenen wehrhaften Palas mit nahezu sechseckigem Grundriss. Seine Ausdehnung beträgt etwa 30 auf 10 Meter. Der Zugang erfolgte über einen Grat von Südwesten her über eine gedeckte Brücke, die über einen künstlich angelegten Halsgraben führte. Die Brücke führte zu einem kleinen Zwinger, der vor dem eigentlichen Burgtor lag. Jenseits der Zugbrücke standen mehrere Ökonomiegebäude, von denen noch einige Reste erhalten sind.

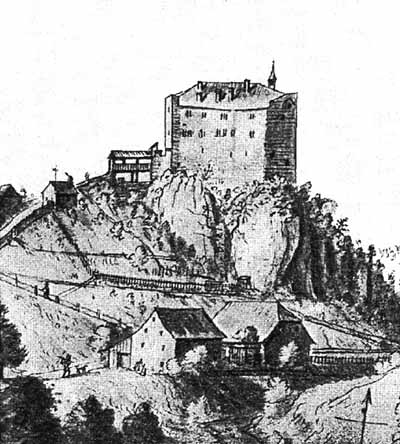
Zeichnung der Burg Gilgenberg

## Geschichte
Die Burg Gilgenberg wurde um 1300 von den Herren von Brislach im Rahmen der Ausweitung ihrer Rodungstätigkeit über einer älteren Anlage aus der Zeit um 1200 erbaut. Nach ihrer Stammburg oberhalb von Ramstein oberhalb des Dorfes Bretzwil nannten sie sich «von Ramstein». Der Name Gilgenberg bezieht sich auf das ab 1265 nachgewiesene Wappen der Ramsteiner, das zwei gekreuzte Lilienstäbe (Gilgen) zeigt. Die Herren von Ramstein waren Vasallen und Ministeriale des Bischofs von Basel. In den Fehden zwischen dem Bischof und Rudolf von Habsburg stellten sich die Ramsteiner im späten 13. Jahrhundert auf die Seiten der Habsburger.
Nach der Gefangennahme eines Basler Bürgers durch die Ramsteiner wurde die um 1150 erbaute Stammburg Ramstein 1303 durch Basel zerstört. Gilgenberg wurde nicht als ihr Ersatz erbaut, sondern als Verwaltungszentrum des durch Rodung und Zukäufe erweiterten Landbesitzes der Ramsteiner in diesem Gebiet.
Die erste urkundliche Erwähnung der Burg stammt aus dem Jahr 1312: Thüring von Ramstein bezeichnet sich als Herre ze Gilienberg. Beim Basler Erdbeben von 1356 wurde auch Gilgenberg in Mitleidenschaft gezogen, wie schwer, ist aber nicht dokumentiert.
Obwohl ursprünglich eine Allodialherrschaft, wurde das Gilgenberg in ein bischöfliches Lehen überführt, um sich gegen fremde Übergriffe abzusichern. Ein Lehenbrief von 1371 gibt Auskunft über Gilgenbergs Herrschaftsrechte, welche die Grundherrschaft in Meltingen, Zullwil und Nunningen, in der Mühle in der Engi sowie in den Höfen Roderis und Fehren umfassten. Dazu kamen weitere Güter und Rechte.
Im Jahr 1371 empfing Rutschmann von Ramstein das bischöfliche Lehen, das als die Burg Gilgemberg mit dem turm uff dem velden davor bezeichnet wird. Dieser Turm stand auf einem Felssporn 180 Meter südlich von Gilgenberg. Die Stelle ist heute noch am künstlich abgeflachten Fels erkennbar. Nach 1400 wird der Turm nicht mehr erwähnt.
Bis 1459 gehörte Gilgenberg als bischöfliches Lehen den Ramsteinern. Die Anlage bestand hauptsächlich aus einem mächtigen Wohnturm mit mehreren Nebengebäuden. Auf der Burg wohnte ein Vogt; die Ramsberger wohnten in Basel, wo sie verschiedene Ämter innehatten oder im Wasserschloss Zwingen. Die auf Inseln in der Birs grosszügig angelegte Burg war als Zentrum einer zu gründenden Stadt gedacht war, die jedoch nie gebaut wurde. Das Wappen der Gemeinde Zwingen zeigt heute noch die gekreuzten Lilienstäbe der Ramsberger.

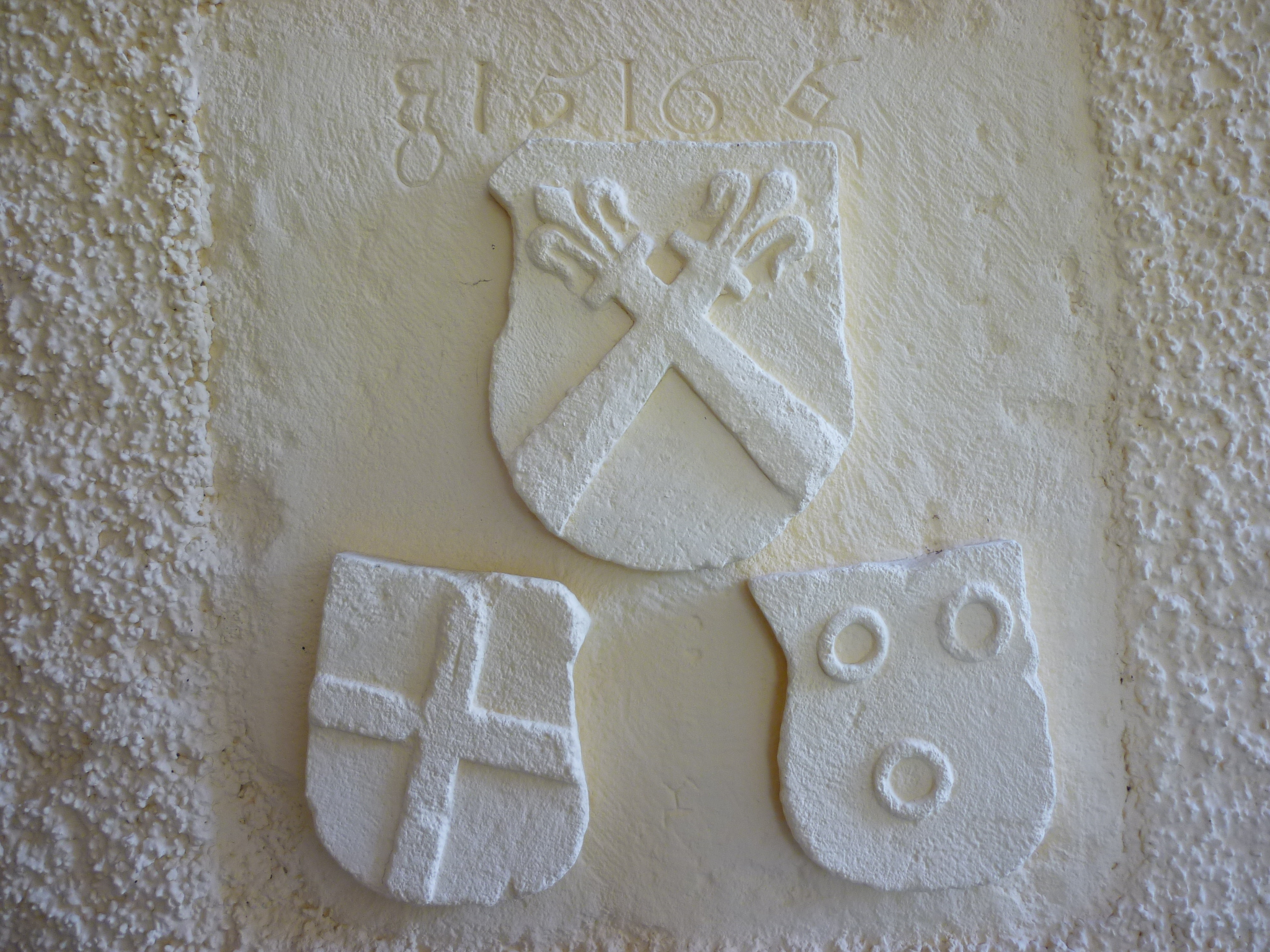
Wappen mit gekreuzten Lilienstäben (Gilgen), Kirche Oberkirch SO

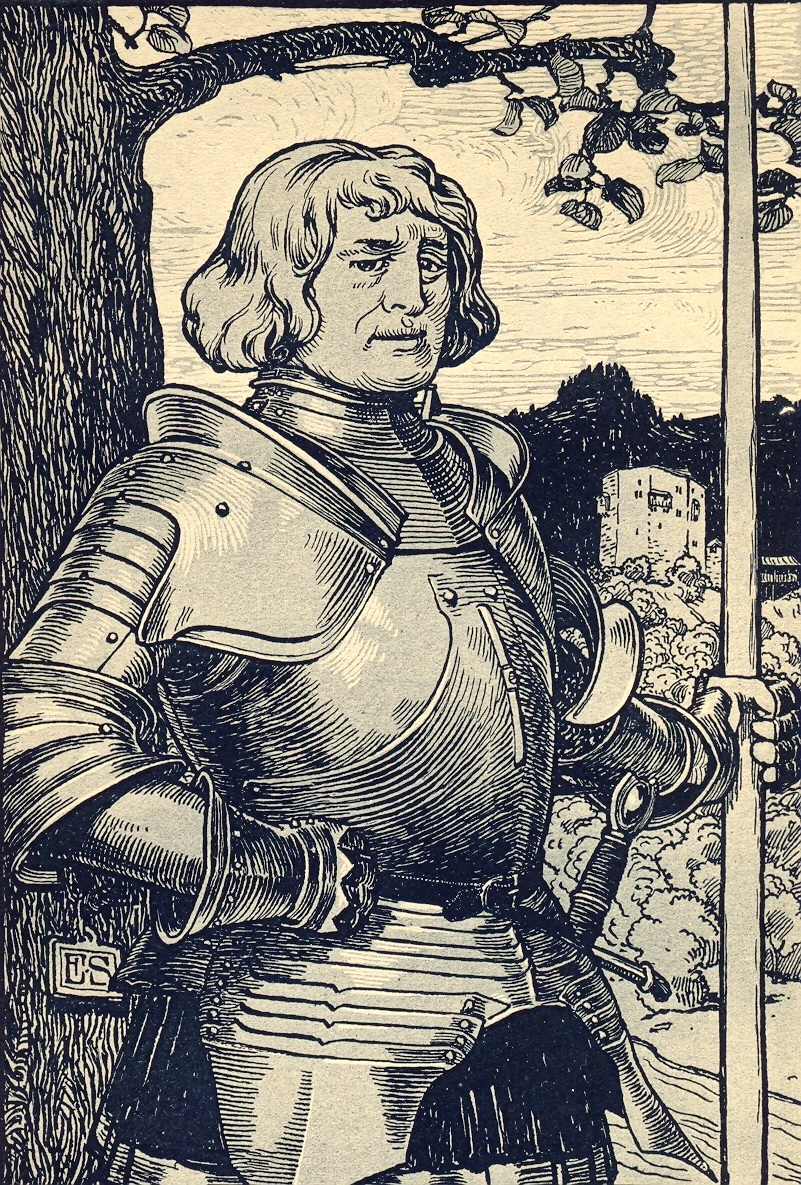
Hans Imer vor der Burg Gilgenberg

### Rudolf von Ramstein und Sohn
Das Hofgericht in Rottweil wies jedoch alle Ansprüche ab und so blieb Gilgenberg im Besitz von Rudolfs unehelichem Sohn Hans Bernhard von Gilgenberg. Rudolf von Ramstein, der letzte Spross der Freiherren, war verheiratet mit Ursula von Geroldseck. Wegen ehelicher Untreue verliess Ursula nach zehn Jahren ihren Mann und zog zu ihrer Schwester nach Sarrewerden. Die älteste ihrer drei Töchter heiratete Thomas von Falkenstein, die beiden jüngern liessen sich, da sich keine geeigneten Freier einfanden, von Bauernburschen entführen. Sie wurden jedoch eingefangen und zurückgebracht. Die Entführer wurden enthauptet und die jüngere steckte der Vater ins Steinenkloster in Basel. Über das Schicksal der älteren Tochter ist nichts bekannt. Rudolf lebte mit seiner Konkubine weiter auf Schloss Zwingen. Wer sie war, ist nicht bekannt.
1459 löste Rudolf von Ramsteins Tod einen längeren Erbstreit aus. Rudolfs legitime Gattin Ursula meldete Ansprüche an, ebenso Thomas von Falkenstein. Er stellte sie unter den Schutz der Stadt Solothurn, zog in fremde Dienst und liess seine Frau Suslin mit ihren beiden Söhnen auf der Burg zurück. Hans Bernhard von Gilgenberg fiel 1474 im Dienste Karls des Kühnen bei der Belagerung von Neuss am Rhein, sein Lehen ging an seinen Sohn Hans Imer von Gilgenberg. Junker und Ritter Hans Imer widmete sich zuerst dem Kriegshandwerk und wurde österreichischer und königlicher Vogt in Ensisheim. Später war er Ratsmitglied in Basel und war dort 1496–99 Bürgermeister.

### Solothurn
Sowohl im Burgunder- als auch im Schwabenkrieg war Gilgenberg mit solothurnischen Truppen belegt. Versuche Solothurns, Burg und Herrschaft Gilgenberg zu kaufen, misslangen vorerst, weil sich die Basler dagegen wehrten, die als Inhaber der Landgrafschaft im Sisgau ihre Gerichtsbarkeit geltend machten. In der Folge kam es zwischen den beiden Städten zum unblutigen Galgenkrieg, den 1531 ein eidgenössisches Schiedsgericht zu Gunsten Solothurns entschied.
1527 verkaufte Hans Imer Gilgenberg mit den Dörfern Nunningen, Meltingen und Zullwil mit hohen und niederen Gerichten für 5900 Gulden an die Stadt Solothurn. 1580 verzichtete der Bischof von Basel offiziell auf seine Rechte. Solothurn richtete auf Gilgenberg eine Vogtei ein, die ihrer wenigen Einkünfte wegen auch «Geissenvogtei» genannt wurde.
Nach Hans Imers Tod erhielt 1533 sein Schwiegersohn Paul von Rinach das Lehen Gilgenberg, das inzwischen in Gülte umgewandelt worden war.

1576 schickte der Rat von Solothurn eine Abordnung in die Vogtei, worauf die Burg von Hans Schmid wieder in Stand gesetzt wurde. 1678 wurden auf der Südseite die Fenster der Wohnung vergrössert. Eine erneute Reparatur und Umgestaltung der Innenräume erfolgte 1734. 1734 erhielt die Kapelle einen neuen kleinen Glockenturm.

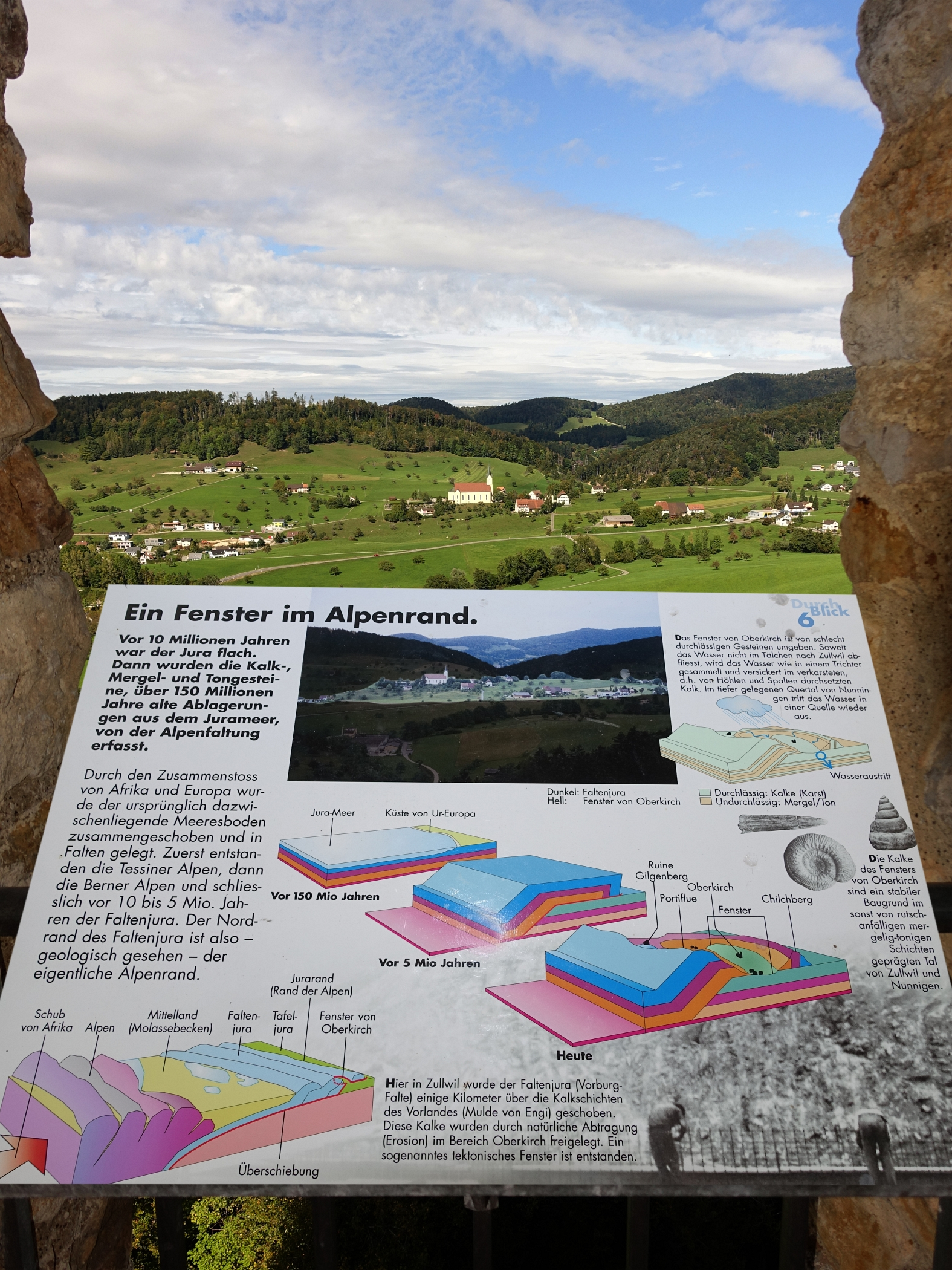
Ausblick nach Oberkirch, Faltenjura

### Zerstörung
In den Wirren der Helvetischen Revolution von 1798 wurde die Burg Gilgenberg zerstört: Aufgebrachte Landbewohner steckten die Burg in Brand und nutzten die Ruine als Steinbruch. 1930 wurde das Mauerwerk erstmals konserviert. 1941 ging die Ruine in den Besitz der «Stiftung Schloss Gilgenberg» über. 1982 wurde das Mauerwerk des Palas letztmals gesichert.

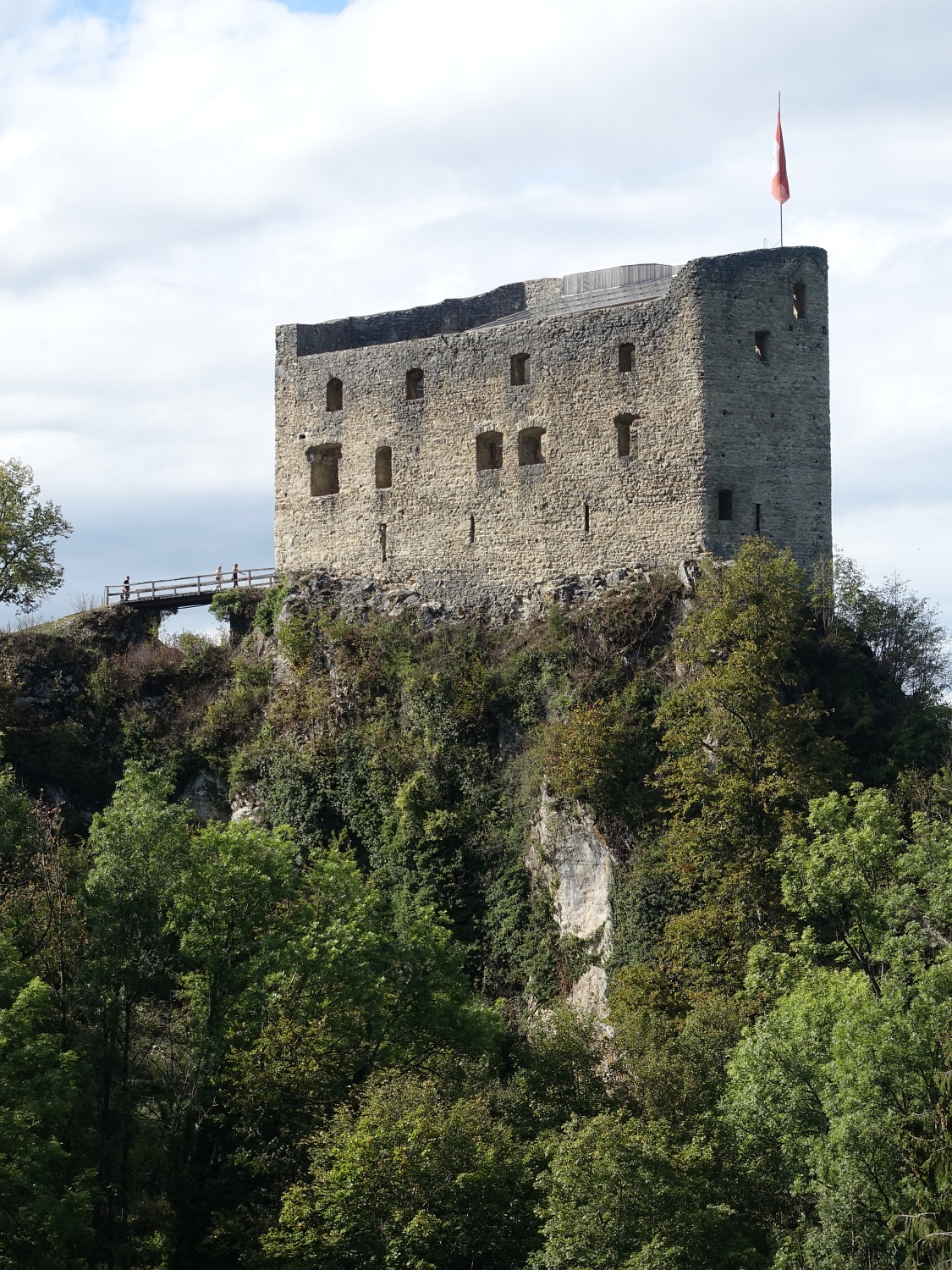
Ruine Gilgenberg
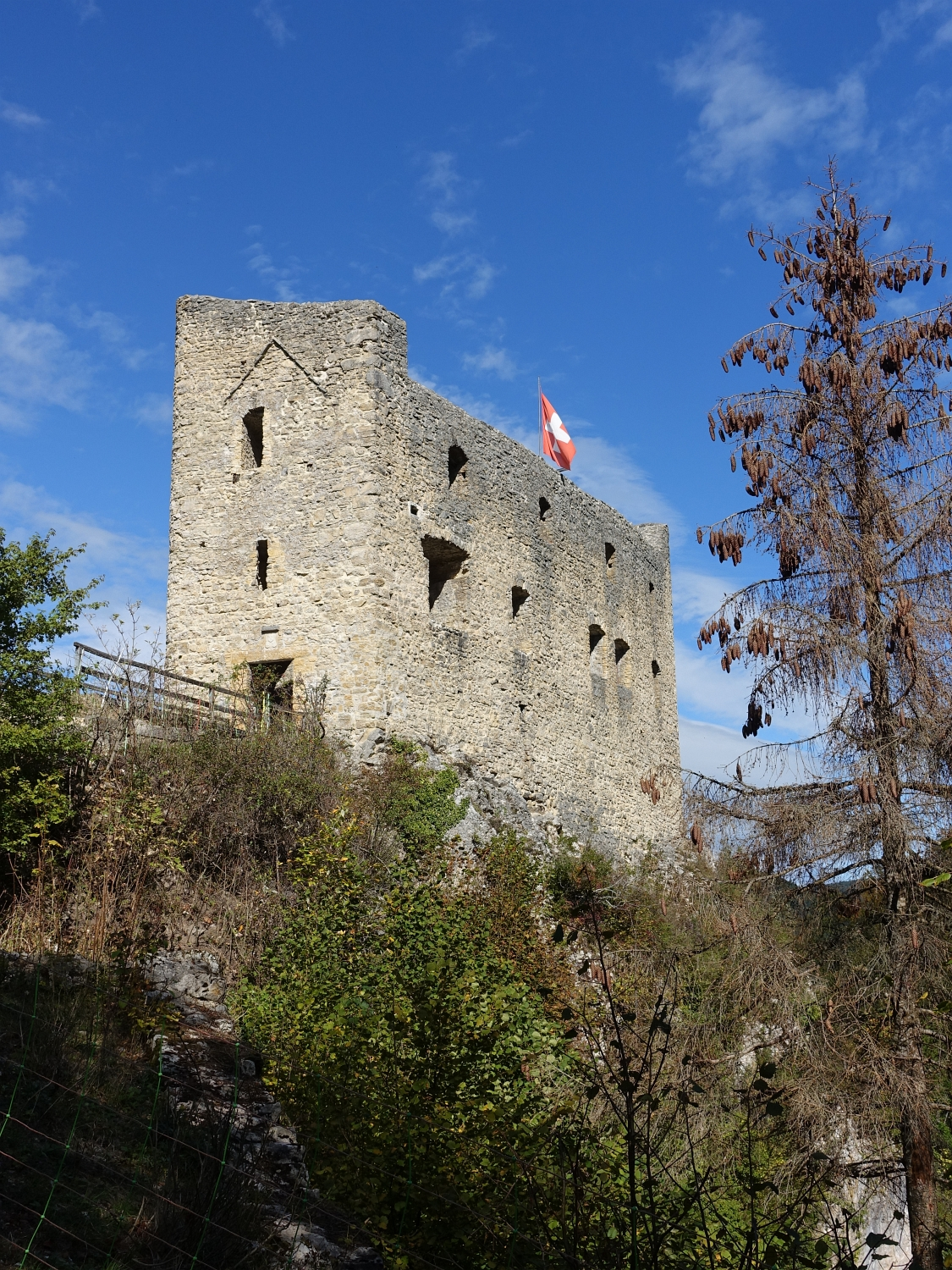
Ruine Gilgenberg
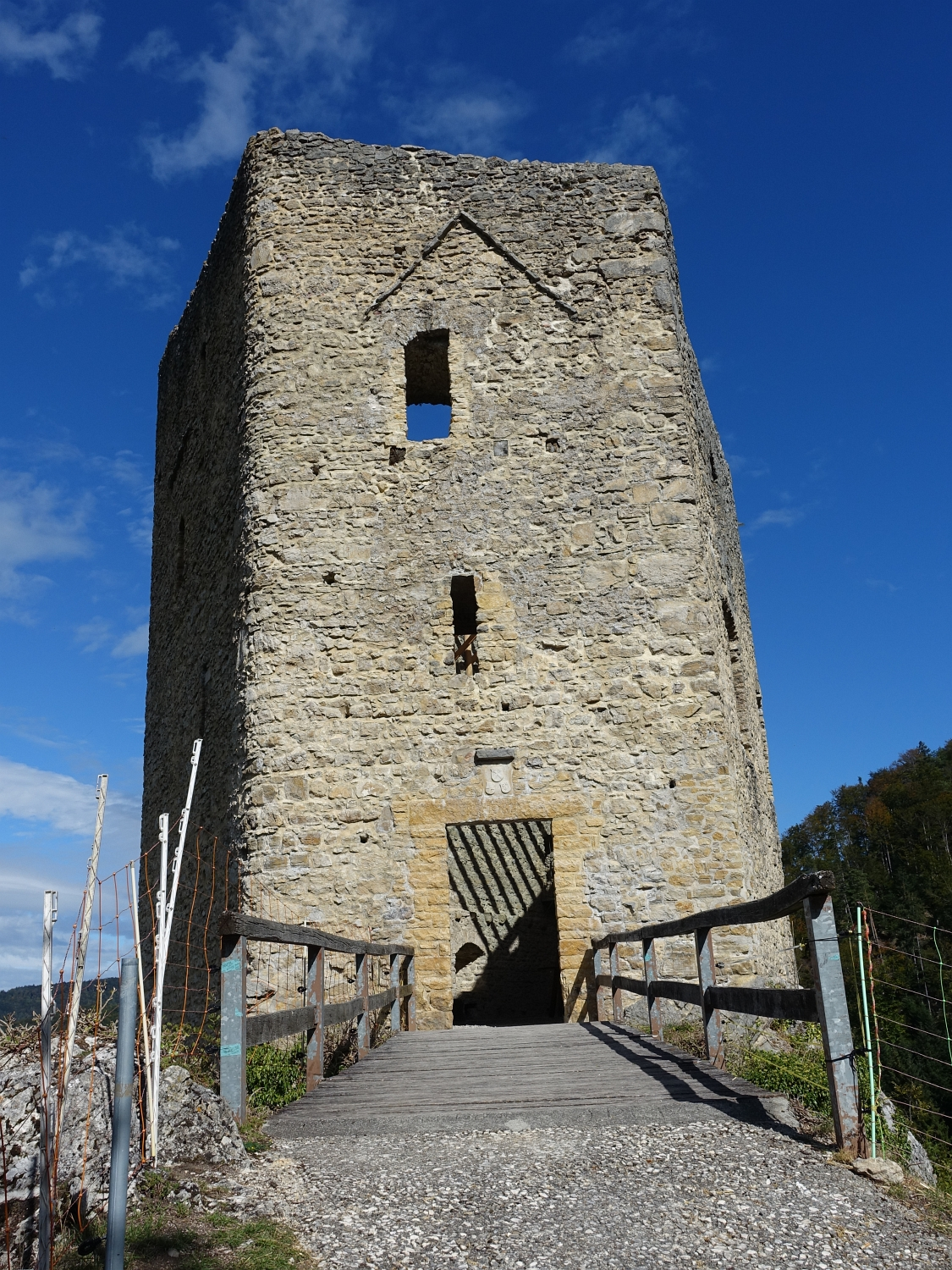
Ruine Gilgenberg
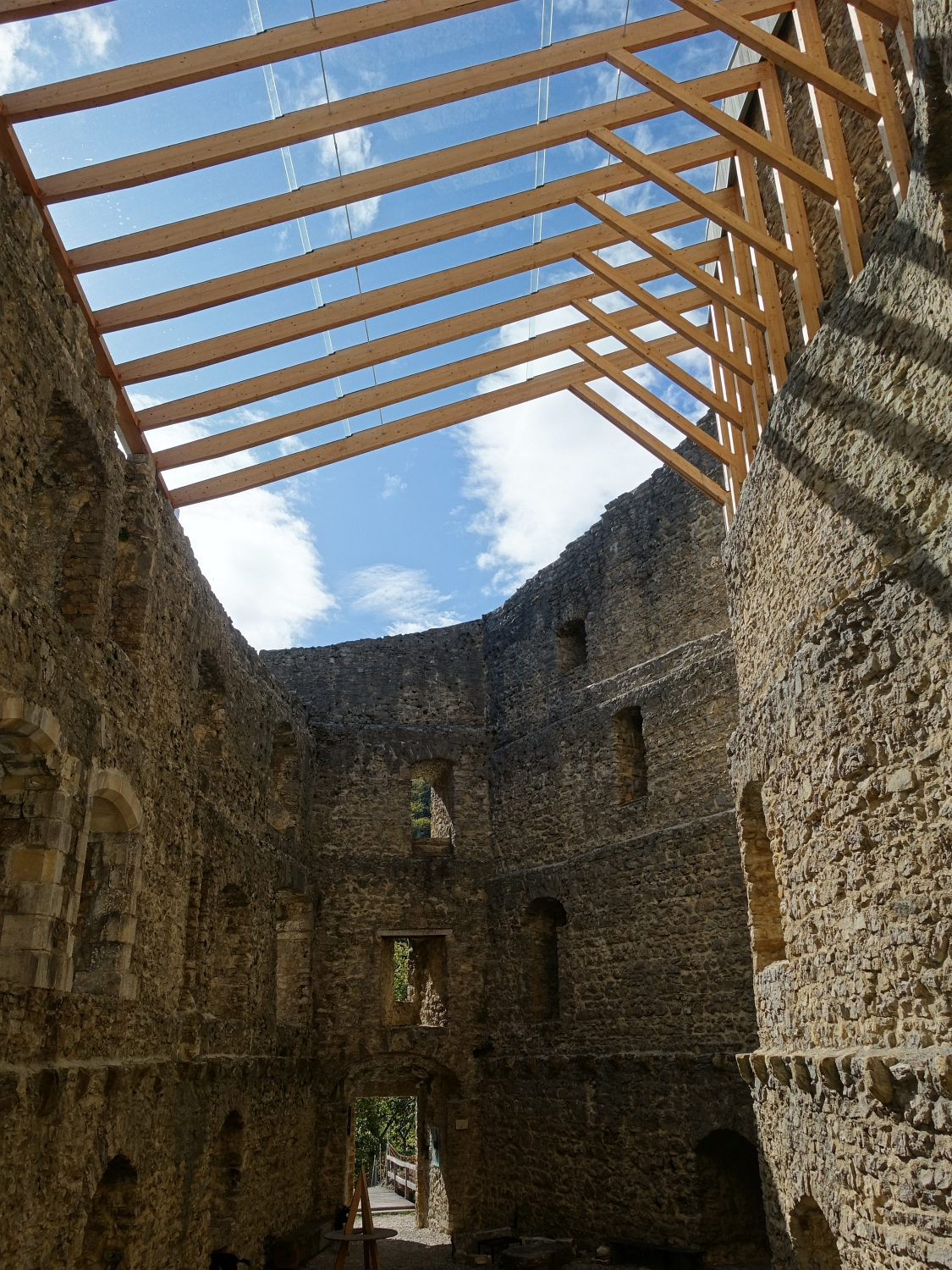
Innenbereich
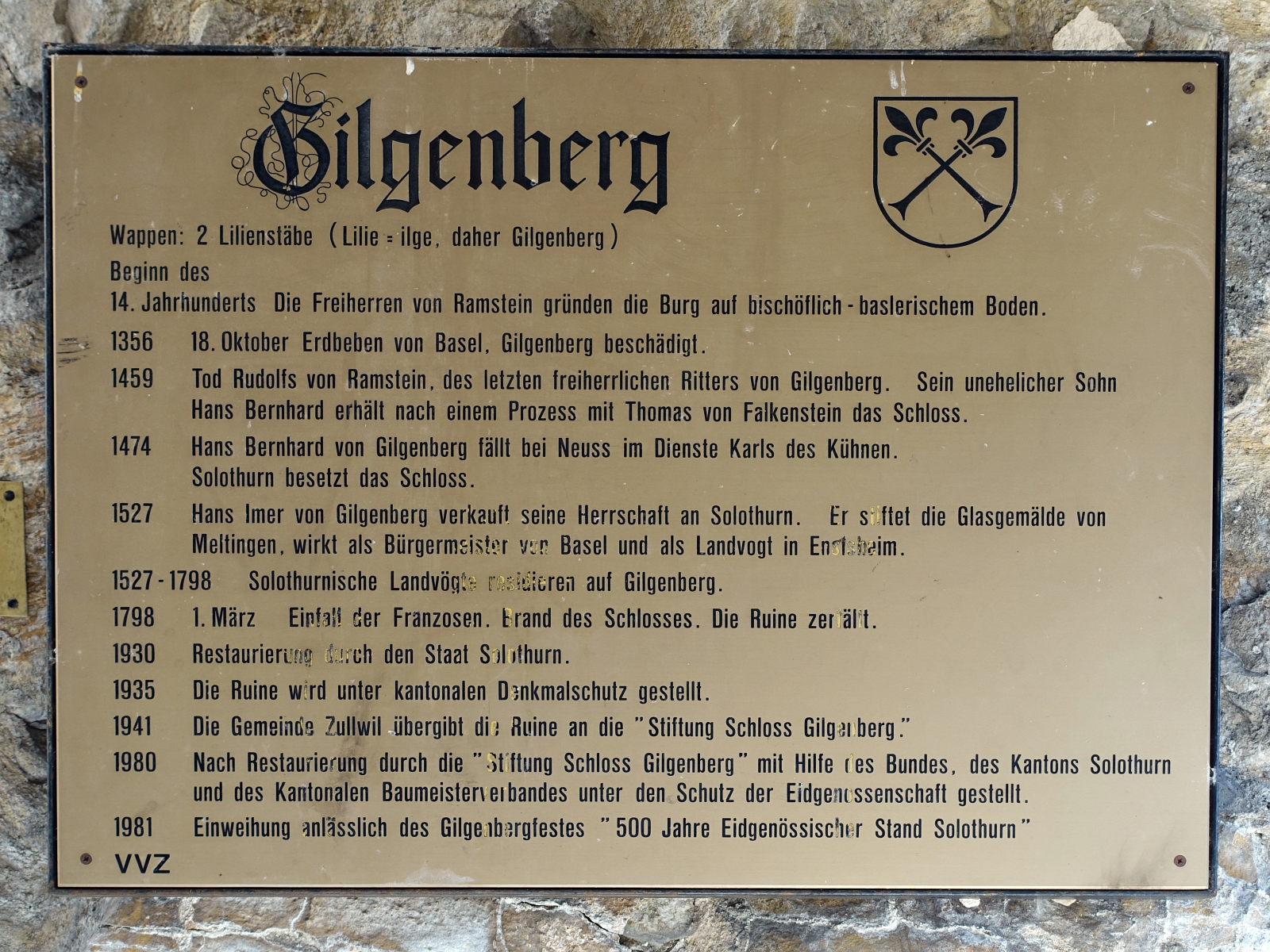
Geschichte
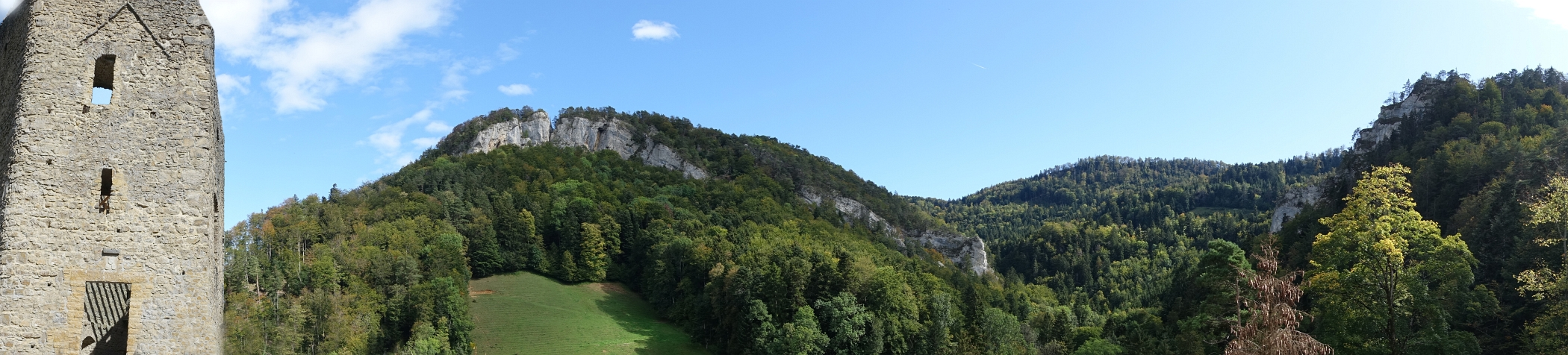
Panorama